# Thomas R. Limerick
 (juillet 2022).
Si vous disposez d'ouvrages ou d'articles de référence ou si vous connaissez des sites web de qualité traitant du thème abordé ici, merci de compléter l'article en donnant les références utiles à sa vérifiabilité et en les liant à la section « Notes et références ».
Thomas Robert Limerick est né le 7 janvier 1902 à Council Bluffs, dans l'Iowa et est décédé le 23 mai 1938 sur l'île d'Alcatraz en Californie.  Ce criminel américain est connu pour avoir participé avec James C. Lucas et Rufus Franklin à la troisième tentative d'évasion de l'histoire du pénitencier fédéral d'Alcatraz, au cours de laquelle il perdit la vie.

## Biographie

### Carrière criminelle
Thomas Robert Limerick est né le 7 janvier 1902 à Council Bluffs, dans l'Iowa. Son père meurt en 1917, alors qu'il était âgé de 15 ans. À la suite de cet évènement qui plonge sa famille dans une grande pauvreté, Thoams R. Limerick se tourne vers le banditisme. D'abord bandit de grand chemin, il rejoint en 1934 un groupe de gangsters dans le Nebraska dirigé par Maurice Denning. Le 23 août 1934, ce gang dévalise un arsenal de la Garde nationale et, entre octobre et novembre de la même année, braque de nombreuses banques dans l'Iowa, le Dakota du Sud et le Nebraska. Le gang a également kidnappé trois personnes au cours de ses braquages. Thomas R. Limerick est finalement arrêté le 25 mai 1935, dans une boîte de nuit dans le Missouri avant d'être condamné à la prison à perpétuité. Il a commencé à purger sa peine au pénitencier fédéral de Leavenworth, puis a été transféré au pénitencier fédéral d'Alcatraz.

### Tentative d'évasion d'Alcatraz et décès
Au printemps 1938, Thomas R. Limerick et deux de ses codétenus, James C. Lucas et Rufus Franklin, préparent ensemble un plan d'évasion du pénitencier fédéral d'Alcatraz. Le 23 mai 1938, les trois prisonniers attaquent et blessent un gardien non-armé. Après s'être échappés par une fenêtre ils se sont ensuite retrouvés sur le toit du bâtiment, d'où ils espéraient redescendre pour ensuite se rendre sur la côte et quitter l'île à bord de l'un des bateaux de la prison. Néanmoins, lorsqu'ils se sont retrouvés sur le toit, un gardien armé leur a tiré dessus, blessant grièvement Thomas R. Limerick. D'autres gardes ont été alertés et ont contraint les trois prisonniers à se rendre. 
Il s'agit de la troisième tentative d'évasion du pénitencier fédéral d'Alcatraz depuis son ouverture en 1934, la première ayant été réalisée par Joseph Bowers en 1936 et la seconde par Theodore Cole et Ralph Roe en 1937. Peu de temps après , Thomas R. Limerick et le gardien que les trois détenus avaient neutralisé dans l'atelier sont tous deux morts de leurs blessures tandis que Rufus Franklin et James C. Lucas sont reconnus coupables de meurtre et condamnés à une peine de prison à perpétuité.